# Palaeaspilates mansueta
Palaeaspilates mansueta là một loài bướm đêm trong họ Geometridae.